# Hypoplectrodes
Hypoplectrodes là một chi cá biển thuộc phân họ Anthiadinae trong Họ Cá mú (Serranidae).

## Loài
Chi này có 8 loài được công nhận. Sáu trong số đó là những loài đặc hữu của Úc; một loài đặc hữu của New Zealand; và loài còn lại được tìm thấy ở phía đông nam Thái Bình Dương.
- Hypoplectrodes annulatus (Günther, 1859)
- Hypoplectrodes cardinalis Allen & Randall, 1990
- Hypoplectrodes huntii (Hector, 1875)
- Hypoplectrodes jamesoni Ogilby, 1908
- Hypoplectrodes maccullochi (Whitley, 1929)
- Hypoplectrodes nigroruber (Cuvier, 1828)
- Hypoplectrodes semicinctum (Valenciennes, 1833)
- Hypoplectrodes wilsoni (Allen & Moyer, 1980)

## Thư viện ảnh

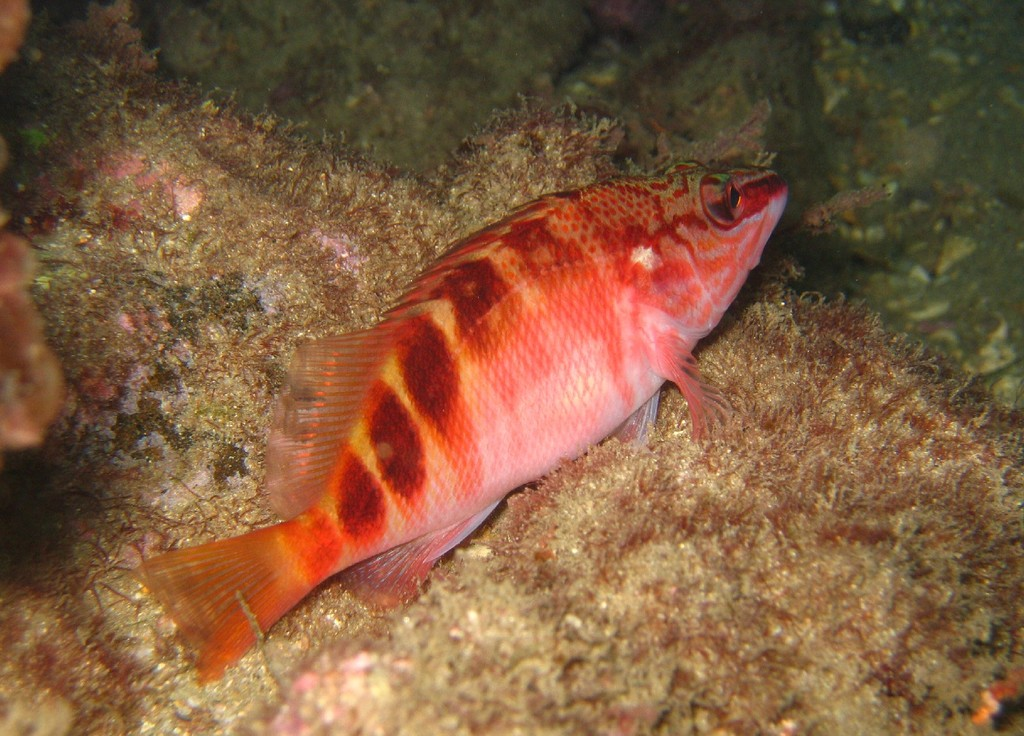
Hypoplectrodes maccullochi
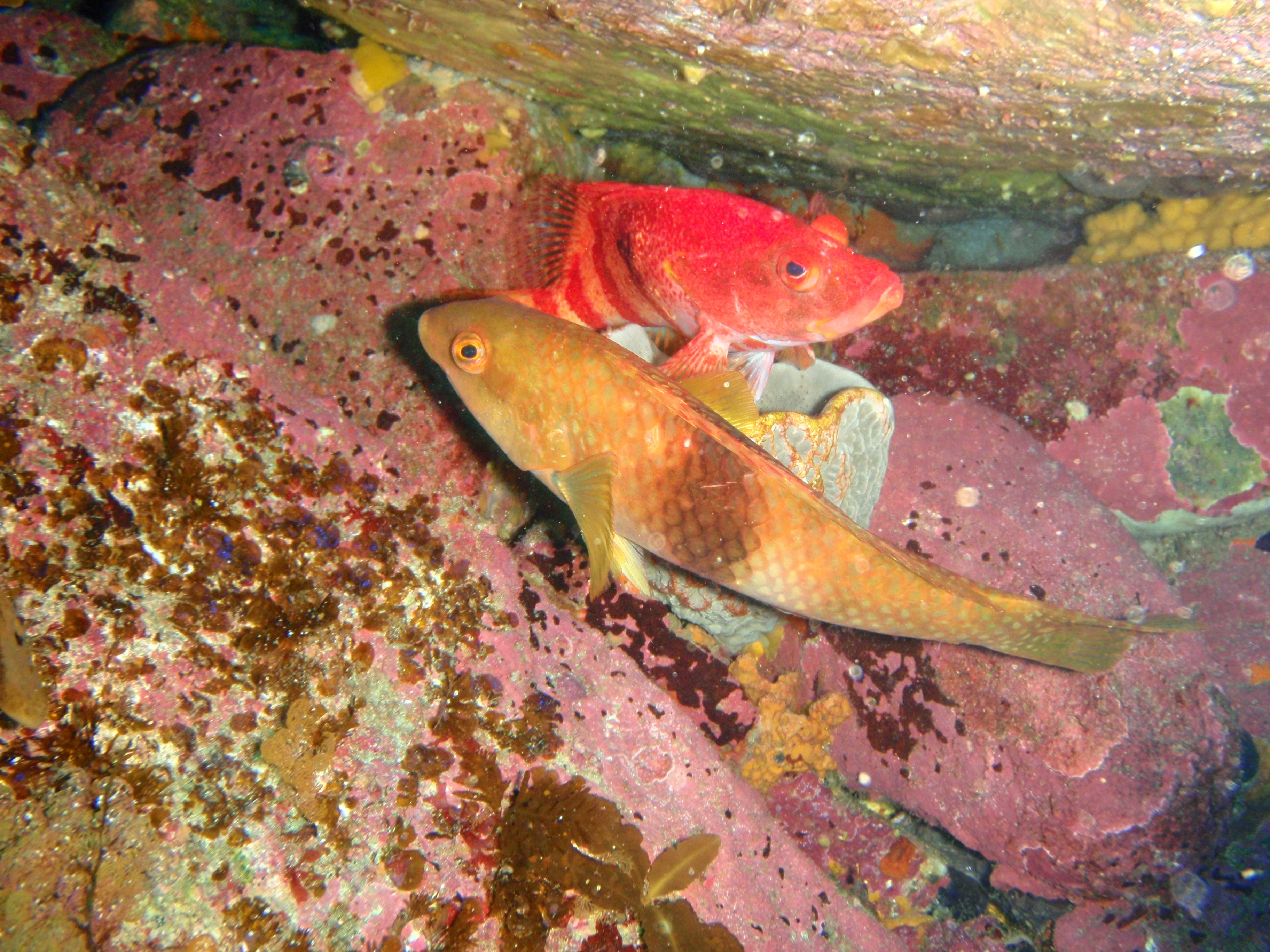
Hypoplectrodes nigroruber
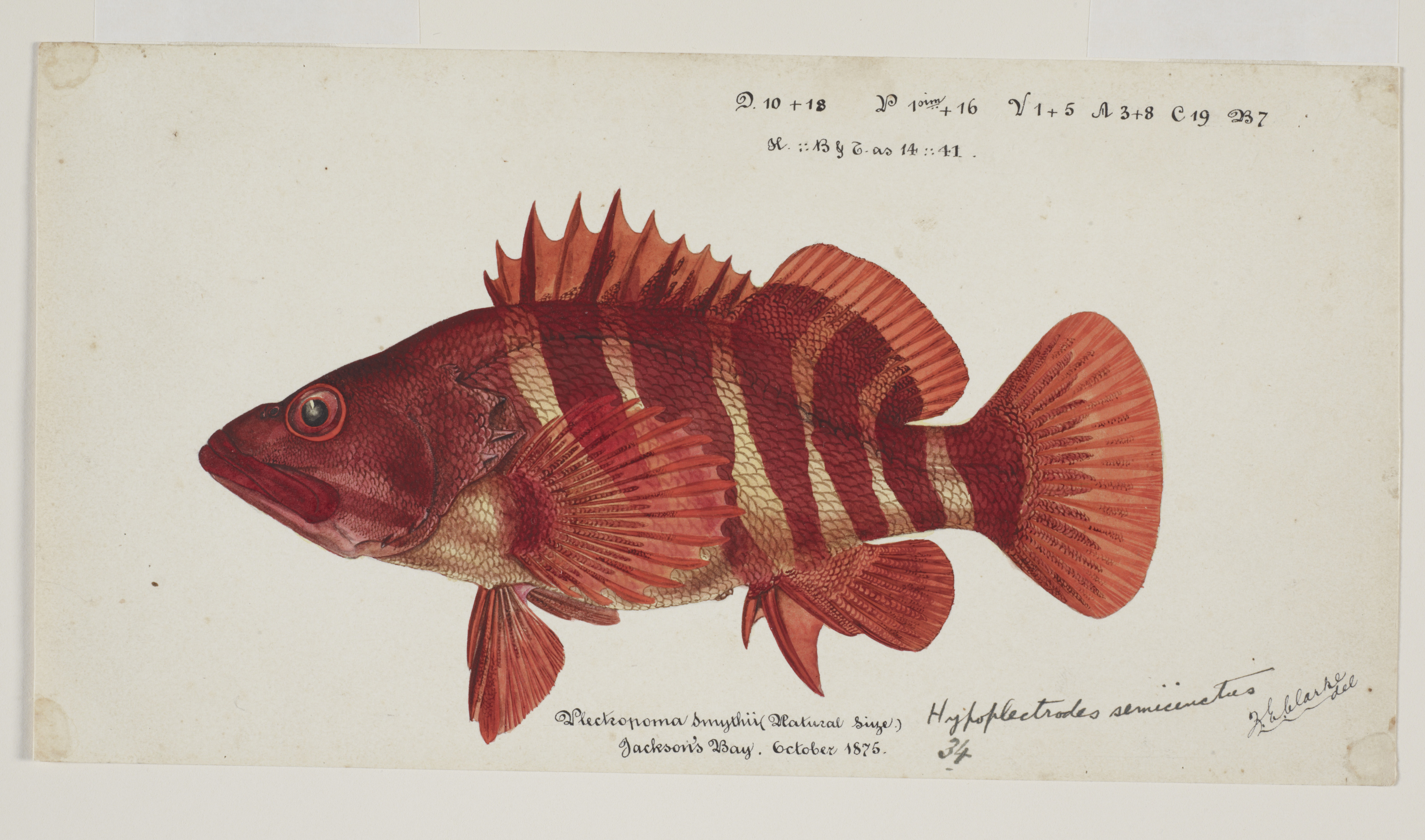
Hypoplectrodes semicinctum